# 너에게
《너에게》는 대한민국의 작사가이자 가수인 박주연의 첫 번째 앨범이다.
대부분 곡의 가사를 박주연이 직접 썼으며, 데뷔곡 '그댄 왠지 달라요', 우리노래전시회2집에 수록되었던 '먼 곳에 있는 너에게'가 수록되어 있다. 1987년 초에 발표된 1집에 수록되어 있었던 B면 끝곡 '난 우울해'를 재발매때 없애고 신예 작사가였던(윤상 고교동창이었던) 박창학이 가사를 붙인 '너에게'가 A면 타이틀곡으로 올라갔다.

## 곡 목록
1. 너에게 (작사:박창학 작곡:하광훈) 3:51
2. 1월14일 (작사:박주연 작곡:하광훈)   4:15
3. 그대만을 (작사:박주연 작곡:하광훈)   4:37
4. 내게 남은 것은 무엇일까 (작사:김미선 작곡:강인원)   5:01
5. 그댄 왠지 달라요 (작사:최성원 작곡:최성원)   4:02
6. 서 있는 곳보다 더 먼곳에 (작사:박주연 작곡:하광훈)   4:55
7. 사랑의 시 (작사:김미선 작곡:하광훈)  최진영, 박주연 4:31
8. 먼곳에 있는 너에게 (작사:박주연 작곡:하광훈)   4:00